# 목화솜 피는 날
《목화솜 피는 날》(영어: When We Bloom Again)은 2024년 5월 22일 개봉한 대한민국의 드라마 영화로, 2024년 제25회 전주국제영화제 '코리안시네마: 세월호 참사 10주기 특별전' 부문 상영작이다.

## 출연진

### 주연
- 박원상: 최병호 역
- 우미화: 김수현 역
- 최덕문: 황진수 역
- 조희봉: 정기성 역
- 이지원: 최채은 역
- 박서연: 최경은 역

### 조연
- 김하균 : 김환중 역
- 정규수 : 양영만 역

## 참고 사항
- 다큐 영화 장기자랑으로도 알려진 4.16 가족 극단 '노란 리본' 소속 유가족이 마을주민, 봉사자, 세월호 가족 역으로 작품에 참여했다.